# 孙少安
孙少安是中国小说家路遥著作《平凡的世界》里面的主要人物，另一主要人物孙少平的哥哥，妻子为贺秀莲。

## 角色经历
孙少安自幼辍学，帮助父亲孙玉厚和母亲撑起这个家。和村支书田福堂的女儿田润叶两小无猜，青梅竹马。后娶贺秀莲为妻。改革开放后，开砖窑率先致富，并为双水村建造了一所小学。

## 影视改编形象
2015年，中国大陆开始播放由路遥小说《平凡的世界》改编而成的电视剧平凡的世界。中国大陆男演员李俊强饰演男主孙少安。
隨著電視的热播，「像孙少安一般去奋斗，像田润叶一样去爱」，成为延安大学校园里的励志标语。